# Gojko Kačar
Gojko Kačar (Servisch: Гојко Качар) (Novi Sad, 26 januari 1987) is een Servisch betaald voetballer die doorgaans op het middenveld speelt, maar ook centraal achterin en als spits kan spelen. Hij verruilde Hamburger SV in juli 2018 transfervrij voor Anorthosis Famagusta. Kačar debuteerde in november 2007 in het Servisch voetbalelftal.

## Clubstatistieken
| Seizoen | Club                 | Competitie | Duels | Goals |
| ------- | -------------------- | ---------- | ----- | ----- |
| 2003/04 | Vojvodina Novi Sad   | Superliga  | 1     | 0     |
| 2004/05 | Vojvodina Novi Sad   | Superliga  | 12    | 2     |
| 2005/06 | Vojvodina Novi Sad   | Superliga  | 26    | 2     |
| 2006/07 | Vojvodina Novi Sad   | Superliga  | 22    | 1     |
| 2007/08 | Vojvodina Novi Sad   | Superliga  | 17    | 10    |
| 2007/08 | Hertha BSC           | Bundesliga | 17    | 1     |
| 2008/09 | Hertha BSC           | Bundesliga | 25    | 6     |
| 2009/10 | Hertha BSC           | Bundesliga | 22    | 3     |
| 2010/11 | Hamburger SV         | Bundesliga | 23    | 2     |
| 2011/12 | Hamburger SV         | Bundesliga | 21    | 1     |
| 2012/13 | Hamburger SV         | Bundesliga | 3     | 0     |
| 2013/14 | Hamburger SV         | Bundesliga | 10    | 2     |
| 2014    | → Cerezo Osaka       | J-League   | 12    | 1     |
| 2014/15 | Hamburger SV         | Bundesliga | 13    | 3     |
| 2015/16 | Hamburger SV         | Bundesliga | 19    | 1     |
| 2016/17 | FC Augsburg          | Bundesliga | 22    | 0     |
| 2017/18 | FC Augsburg          | Bundesliga | 6     | 1     |
| 2018/19 | Anorthosis Famagusta | A Divizion | 6     | 0     |

## Interlandcarrière
Kačar debuteerde op 24 november 2007 in het Servisch voetbalelftal, tegen Kazachstan. Bondscoach Radomir Antić nam hem drie jaar later mee naar het WK 2010. Daarop maakte hij zijn eerste en laatste speelminuten in de tweede groepswedstrijd tegen Duitsland (0-1 winst), waarin hij in de zeventigste minuut inviel voor Miloš Ninković. Kačar vertegenwoordigde zijn vaderland bij de Olympische Spelen van 2008 in Peking. Daar werd de selectie onder leiding van bondscoach Miroslav Đukić uitgeschakeld in de groepsronde na nederlagen tegen Ivoorkust (2-4) en Argentinië (0-2) en een gelijkspel tegen Australië (1-1).